# Musters (Valcheta)
Musters es un paraje del Departamento Valcheta, en la provincia de Río Negro, Argentina. El origen de esta localidad está dado por la estación de ferrocarril del mismo nombre. Está ubicada en la posición geográfica 40°36′14″S 66°23′04″O / -40.60389, -66.38444.

## Toponimia

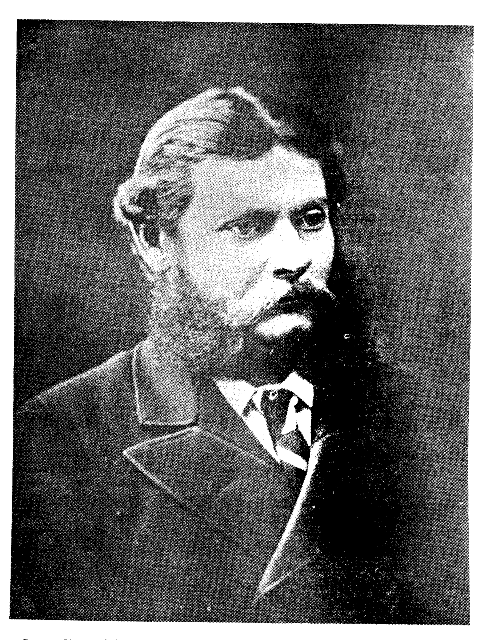
G. C. Musters, en honor a quien se le diera nombre al paraje Musters y la estación de ferrocarril.

El nombre de esta localidad tiene su origen en  George Chaworth Musters, un marino, explorador y escritor inglés (nacido accidentalmente en Italia), especialmente conocido por un viaje de exploración que hizo por el interior de la Patagonia a mediados del siglo XIX, en compañía de una tribu de indígenas tehuelches o patagones.